# Владимирская церковь (Иркутск)
Влади́мирская це́рковь (также Богоро́дице-Влади́мирская це́рковь, Це́рковь Влади́мирской ико́ны Бо́́жией Ма́́тери) — православный храм в Иркутске, расположенный в историческом центре города в Правобережном округе на улице Декабрьских Событий. Один из старейших православных храмов Иркутска.
Владимирская церковь была заложена в 1775 году на средства иркутского купца Якова Протасова.
В 1934 году Владимирская церковь стала кафедральным собором. 14 мая 1938 года Владимирский собор был закрыт.
После значительных перестроек церковь утратила первоначальный облик.
В 1998 году здание церкви было возвращено верующим, в нём разместилась женская православная гимназия.